# Bagatella (musica)
Una bagatella o bagattella, in francese bagatelle, è un breve componimento musicale, in genere per pianoforte, ma anche usato nella musica da camera. Generalmente presenta una struttura formale molto semplice e carattere leggero.
Fra le bagatelle più note vi sono quelle composte da Ludwig van Beethoven fra cui Opus 33, Opus 119, Opus 126 e la nota Per Elisa (Für Elise).
Un altro importante contributo a questa forma viene da Anton Webern con le sue Sei Bagattelle op.9 per quartetto d'archi, composte nel 1913. Nell'ambito della musica contemporanea vanno citate le sei bagatelle per quintetto di fiati di  György Ligeti (1953) e le cinque bagatelle per chitarra composte da William Walton, ed eseguite nel 1972.
| Controllo di autorità | GND (DE) 4364812-5 · J9U (EN, HE) 987011876068605171 |